# Нагорний Сергій Михайлович
Сергі́й Миха́йлович Наго́рний  (*17 вересня 1991, Чернігів — †3 серпня 2014, Красний Яр) — старший солдат Збройних сил України, учасник російсько-української війни.

## Біографія
Його родина із старовинного козацького села Слабин. Народився 1981 року в місті Чернігів. Навчався в Слабинській школі; закінчив ЗОШ № 20 міста Чернігів, потім — Чернігівський професійний ліцей залізничного транспорту (здобув професію «маляр-штукатур»). В 2010—2011 роках проходив строкову військову службу у лавах ЗСУ.
З жовтня 2013 року проходив військову службу за контрактом. Механік водій 1-ї окремої танкової бригади (селище Гончарівське Чернігівського району).

### Участь у російсько-українській війні 2014
Перебував на південно-східних ділянках протиросійського фронту в Луганській області. На початку серпня проводили планові бойові операції. Танк з механіком Сергієм Нагорним підірвався 3 серпня 2014 біля Красного Яру на фугасі. Разом з Нагорним загинули капітан ЗСУ Андрій Плохий і сержант Андрій Мансуров.

### Родина
Вдома у Сергія лишилися дружина та півторарічний на той час син.
Похований у селі Слабин Чернігівського району.

### Нагороди та вшанування
- 8 вересня 2014 року — за особисту мужність і героїзм, виявлені у захисті державного суверенітету та територіальної цілісності України, вірність військовій присязі під час російсько-української війни, відзначений — нагороджений орденом «За мужність» III ступеня (посмертно)
- нагрудний знак «За оборону Луганського аеропорту» (посмертно)
- його портрет розміщений на меморіалі «Стіна пам'яті полеглих за Україну» в Києві: секція 2, ряд 4, місце 17
- присвоєно почесне звання «Захисник України — Герой Чернігова» (рішення міської ради міста Чернігова; посмертно)
- у Слабинській загальноосвітній школі встановлений бюст у пам'ять про Сергія Нагорного
- 16 грудня 2016 року на фасаді будівлі Чернігівського професійного ліцею залізничного транспорту відкрито меморіальну дошку випускникам, загиблим під час антитерористичної операції на сході України — серед яких ім'я Сергія Нагорного
- його ім'я згадується на щоденному ранковому церемоніалі вшанування захисників України, які загинули цього дня у різні роки внаслідок російської збройної агресії на Сході України.